# Karl Grobben
Karl Grobben (tudi Carl Grobben), avstrijski zoolog, * 17. avgust 1854, Brno, Avstro-Ogrska (danes Češka), † 13. april 1945, Salzburg, Avstrija.
Študiral je na Univerzi na Dunaju, kjer je kasneje tudi deloval na področju morfologije mehkužcev in rakov ter klasifikacije. Najbolj znan je po svojem članku Die systematische Einteilung des Tierreiches (1908; Sistematska razvrstitev kraljestva živali), v katerem je utemeljil delitev živalskega kraljestva na dve veliki skupini po tem, kaj se zgodi z blastoporo (prausti) v prvi fazi razvoja zarodka, na protostome in deuterostome. Njegova delitev ima med taksonomi podpornike še danes.
Bil je tudi mentor slovenskega biologa Ivana Regna v času njegovega študija na dunajski univerzi in tisti, ki ga je vzpodbudil k raziskavam oglašanja žuželk.